# Leokadia Kłyszejko-Stefanowicz
Leokadia Kłyszejko-Stefanowicz (ur. 1 kwietnia 1923 w Lidzie, zm. 27 lutego 2017) – polska biolog, twórca i pierwszy kierownik Katedry Cytobiochemii w Uniwersytecie Łódzkim, profesor nauk przyrodniczych.

## Biografia
Urodziła się w Lidzie, gdzie mieszkała do końca 1945. W grudniu 1945 zamieszkała w Łodzi, studiowała na Wydziale Stomatologicznym Uniwersytetu Łódzkiego, w 1949 uzyskała dyplom lekarza stomatologa. Od stycznia 1950 pracowała w Katedrze Biochemii na Wydziale Matematyczno-Przyrodniczym Uniwersytetu Łódzkiego. Stopień doktora uzyskała w 1961 roku na podstawie pracy z zakresu deoksyrybonukleoprotein trzustki bydlęcej, stopień naukowy docenta w 1965 roku na podstawie pracy dotyczącej deoksyrybonukleoprotein trzustki bydlęcej i niejednorodności histonów tego narządu. W 1973 otrzymała tytuł profesora nadzwyczajnego, w 1986 tytuł profesora zwyczajnego.
W swoich pracach zajmowała się biochemią chromatyny i funkcjonalną rolą białek jądrowych w komórkach prawidłowych i patologicznych, prowadziła badania nad udziałem histonów i białek niehistonowych w strukturze i funkcji aparatu genetycznego wyższych Eukaryota, w procesach różnicowania komórkowego oraz transformacji nowotworowej. W 1967 opublikowała monografię Histony.
Była organizatorem i w latach 1968–1970 kierownikiem Zakładu Biochemii Ogólnej, w 1984 została kierownikiem nowo utworzonego Zakładu Biochemii Struktur Komórkowych, działającego od 1985 pod nazwą Zakład Cytobiochemii Instytutu Biochemii i Biofizyki, od 1995 przekształconego w Katedrę Cytobiochemii Instytutu Biochemii UŁ. Przeszła na emeryturę w 1993. W 1995 opublikowała podręcznik Cytobiochemia (wznawiany w 1998 i 2002), za który w 1996 otrzymała Nagrodę Ministra Edukacji Narodowej oraz Nagrodę im. Antoniego Dmochowskiego za najlepszy podręcznik biochemiczny.
W latach 1975–1982 była przewodniczącą Wydziału Nauk Matematyczno-Przyrodniczych Łódzkiego Towarzystwa Naukowego, od 2003 członkiem honorowym ŁTN, w latach 1977–1980 wiceprzewodniczącą Zarządu Głównego Polskiego Towarzystwa Biochemicznego.
Była odznaczona Krzyżem Kawalerskim Orderu Odrodzenia Polski (1974), Medalem Komisji Edukacji Narodowej (1993), Medalem im. Antoniego Dmochowskiego (2000), Medalem Universitas Lodziensis Merentibus (2007).
W 1966 w Paryżu wyszła za dziennikarza polonijnego Zygmunta Stefanowicza.
Zmarła 27 lutego 2017, a uroczystości pogrzebowe odbyły się 3 marca 2017 na cmentarzu rzymskokatolickim Doły przy ulicy Smutnej 9.